# کرانوو
کرانوو (به بلغاری: Kranevo) یک منطقهٔ مسکونی در بلغارستان است که در استان دوبریچ واقع شده‌است.
 کرانوو  ۹۹۲ نفر جمعیت دارد و ۱۴۲ متر بالاتر از سطح دریا واقع شده‌است.